# La Forestière
La Forestière település Franciaországban, Marne megyében. Lakosainak száma 206 fő (2022. január 1.). La Forestière Châtillon-sur-Morin, Bethon, Chantemerle, Les Essarts-le-Vicomte, Fontaine-Denis-Nuisy, Le Meix-Saint-Epoing és Nesle-la-Reposte községekkel határos.

## Népesség
A település népességének változása:
| Lakosok száma | 265  | 197  | 185  | 220  | 234  | 225  | 217  | 209  | 207  | 206  |
|               | 1968 | 1982 | 1990 | 2006 | 2013 | 2015 | 2017 | 2019 | 2020 | 2022 |